# Academia Maceioense de Letras
Academia Maceioense de Letras, fundada em 11 de agosto de 1955, em Maceió, Alagoas, é uma academia de letras brasileira.
Fundada por intelectuais alagoanos, entre eles os escritores Cláudio Antonio Jucá Santos, Augusto Vaz da Silva Filho, Artur Verres Domingues, Manoel Cícero do Nascimento, Rui Ávila, Paulo Duarte Cavalcante, Rui Sampaio e o seu idealizador, o jornalista José Rodrigues de Gouveia.
Nasceu em consequência da decadência do Centro Cultural Emílio de Maya.
Seu presidente, um de seus fundadores, o poeta Cláudio Antonio Jucá Santos exerceu o cargo por quase 6 décadas até sua morte. Jucá foi reconhecido pelas poesias e pela obra "Insonia". Na música ele deixou uma obra com 40 canções inéditas.